# Scaptia aureovestita
Scaptia aureovestita är en tvåvingeart som först beskrevs av Feguson och Henry 1920.  Scaptia aureovestita ingår i släktet Scaptia och familjen bromsar. Inga underarter finns listade i Catalogue of Life.